# Robert Morley
Robert Morley (Semley, Wiltshire, 26 de mayo de 1908-Reading, Berkshire, 3 de junio de 1992), fue un actor inglés nominado a los Premios Óscar quien, a menudo en papeles secundarios, fue usualmente elegido para representar a pomposos ingleses miembros del establishment.

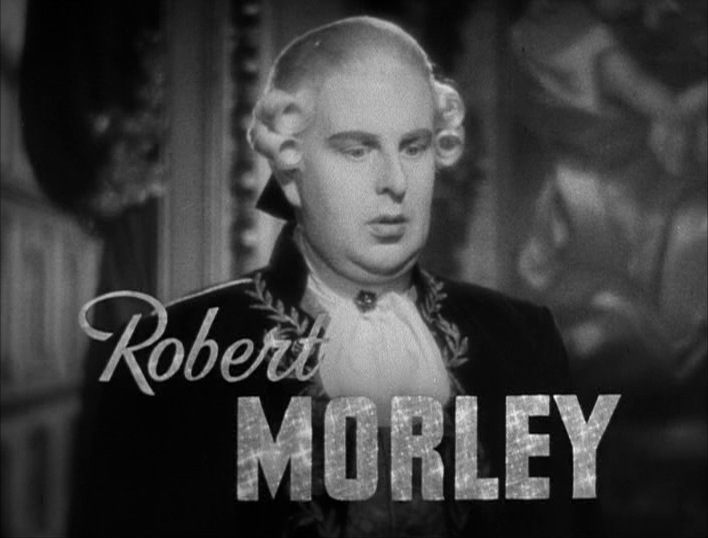
Escena de María Antonieta (1938).

En la Movie Encyclopedia, el crítico de cine Leonard Maltin describe a Morley como «reconocible por su mole desgarbada, cejas espesas, gruesos labios, y doble papada, […] particularmente efectivo cuando interpretaba a un pomposo charlatán"». Con más cortesía, Ephraim Kurtz, en su International Film Encyclopaedia, describe a Morley como un «[..] orondo y con triple barbilla, delicioso actor de carácter de los escenarios y pantallas británicos y americanos».

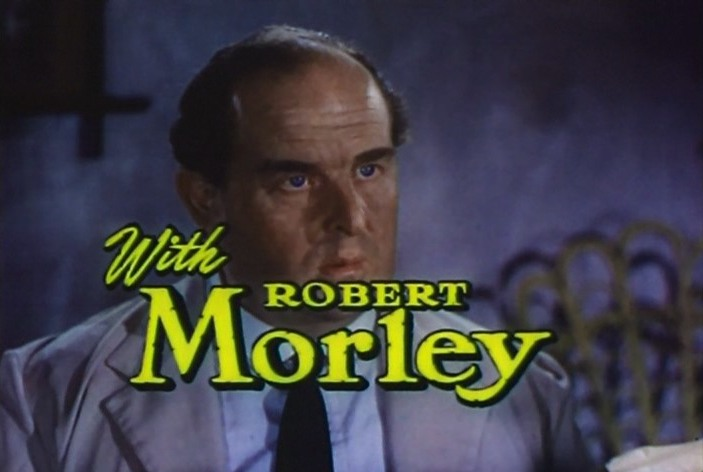
Toma de la película The African Queen (1951).

## Vida y trabajo
Su nombre completo era Robert Adolph Wilton Morley. Nació en Semley, Wiltshire, Inglaterra. Morley se educó en el Elizabeth College, en Guernsey, y en la Royal Academy of Dramatic Art. Debutó en la escena en 1929, con La isla del Tesoro, en el Strand Theatre, y en Broadway en 1938, con el papel principal de Oscar Wilde. Aunque pronto saltó a la pantalla, Morley siguió siendo una ocupada estrella del West End y un autor de éxito, dando numerosas giras teatrales. 

### Matrimonio e hijos
Se casó en 1940 con Joan Buckmaster (1910-2005), hija de Gladys Cooper. Su hijo mayor, Sheridan Morley, fue un conocido crítico y escritor. También tuvieron una hija, Annabel, y otro hijo, Wilton. 
Actor versátil, sobre todo en su juventud, interpretaba papeles muy diversos, entre ellos el de Luis XVI de Francia, por el cual recibió una nominación al Oscar al mejor actor de reparto (María Antonieta 1938).
Como autor, escribió en colaboración y adaptó varias obras a la escena. Obtuvo un éxito destacado en Londres y Nueva York con Edward, My Son, un drama familiar escrito en 1947 (con Noel Langley), en el cual tenía el papel principal de Arnold Holt. La versión filmada, decepcionante, dirigida por George Cukor en 1949, tuvo como protagonista a un inadecuado Spencer Tracy, quien convirtió a Holt, un hombre de negocios inglés sin escrúpulos, en un vociferante emigrante canadiense.
Morley también personificó al inglés conservador en muchas comedias y películas de intriga. Al final de su carrera recibió críticas elogiosas por ¿Quién mata a los grandes chefs? Célebre por su conversación elocuente, Morley se ganó el epíteto de "wit" (persona de ingenio).
Morley fue honrado por ser el primer Rey de Moomba designado por el festival Moomba de Melbourne y, con su típica humildad, aceptó la corona con los pies descalzos. Morley estuvo en Australia durante una gira de un show protagonizado únicamente por él, The Sound of Morley.
Fue nombrado comendador de la Orden del Imperio Británico en 1957. Falleció en Reading, Berkshire, a causa de un accidente cerebrovascular, a los 84 años de edad.

## Carrera teatral
- Primera actuación teatral en Dr Syn (Hippodrome, Margate, 28 de mayo de 1928).
- Primer papel en Londres, un pirata en La isla del tesoro (Strand Theatre, Navidades de 1929).
- Gira más repertorio en Playhouse Oxford y Festival de Cambridge (1931-1933).
- Papel de Oakes en Up In the Air (Royalty Theatre, Londres, 1933).
- Gira con Sir Frank Benson (1934-35).
- Trabaja en una compañía junto a Peter Bull (Perranporth, Cornualles, 1935).
- Papel principal en Oscar Wilde (Gate Theatre Studio, Villiers Street, Londres, 1936).
- Alejandro Dumas en The Great Romancer (Strand Theatre y New Theatre, 1937).
- Henry Higgins en Pigmalión (Old Vic Theatre, 1937).
- Papel principal en Oscar Wilde (Fulton Theatre, Nueva York, octubre de 1938).
- Papel principal en Springtime for Henry (Perranporth, 1939).
- Descius Heiss en Play With Fire (Theatre Royal Brighton, 1941).
- Sheridan Whiteside en The Man Who Came to Dinner (Savoy Theatre — y gira — 1941-1943).
- Charles en Staff Dance (Gira por el Reino Unido en 1944).
- Príncipe Regente en The First Gentleman (New Theatre y Savoy, 1945-46).
- Arnold Holt en Edward, My Son (His Majesty’s Theatre, 1948; mismo papel en el Martin Beck Theatre de Nueva York en 1948, y en Australia y Nueva Zelanda, 1949-50).
- Philip en The Little Hut (Lyric Theatre, 1950).
- Hippo en Hippo Dancing (Lyric, 1954).
- Oswald Petersham en A Likely Tale (Globe Theatre, 1956).
- Panisse en el musical Fanny (Drury Lane, 1956).
- The Tunnel of Love (Her Majesty’s, 1957).
- Sebastian Le Boeuf en Hook, Line and Sinker (Piccadilly Theatre, 1958).
- Once More With Feeling (New Theatre, 1959).
- Mr Asano en A Majority of One (Phoenix Theatre, 1960).
- Papel principal en Mr Rhodes (Theatre Royal Windsor, 1961).
- El obispo en A Time to Laugh (Piccadilly, 1962).
- The Sound of Morley (Gira por Australia 1966-67).
- Sir Mallalieu Fitzbuttress en Halfway Up the Tree (Queen’s Theatre, 1967).
- Frank Foster en How the Other Half Loves (Lyric, 1970; también Norteamérica, 1972, y Australia, 1973)
- Barnstable en A Ghost on Tiptoe (Savoy, 1974).
- Pound en Banana Ridge (Savoy, 1976).
- Gira de Robert Morley Talks to Everyone (1978).
- Picture of Innocence (Gira por Reino Unido y Canadá, 1978).
- Hilary en The Old Country, de Alan Bennett (Theatre Royal Sydney, 1980).

## Filmografía seleccionada
- María Antonieta (1938) (Luis XVI).
- Major Barbara (1941) (Andrew Undershaft).
- The Young Mr. Pitt (El vencedor de Napoleón) (1942) (Charles James Fox).
- La reina de África (1951) (Reverendo Samuel Sayer).
- Outcast of the Islands (El desterrado de las islas) (1952) (Almayer).
- The Final Test (1953) (interpretando a un decadente artista moderno).
- Beat the Devil (La burla del diablo) (1953) (Petersen).
- Beau Brummell (1954) (Jorge III del Reino Unido).
- The Doctor's Dilemma (1959) (Sir Ralph Bloomfield-Bonington).
- The Battle of the Sexes (1959) (Robert MacPherson).
- Oscar Wilde (1960) (Oscar Wilde).
- Murder at the Gallop (Después del funeral) (1963) (Hector Enderby) (junto a Margaret Rutherford).
- Take Her, She's Mine (Regalo para soltero) (1963) (Mr. Pope-Jones).
- Of Human Bondage (Servidumbre humana) (1964) (Dr. Jacobs).
- Topkapi (1964) (Cedric Page).
- Genghis Khan (1965) (Emperador de China).
- Those Magnificent Men in their Flying Machines (Aquellos chalados en sus locos cacharros) (1965) (Lord Rawnsley).
- The Loved One (Los seres queridos) (1965) (Sir Ambrose Ambercrombie).
- Life at the Top (Vivir en la cumbre) (1965) (Tiffield).
- The Alphabet Murders (Detective con rubia) (1965) (Arthur Hastings).
- Way...Way Out (1966) (Harold Quonset).
- Hot Millions (Un cerebro millonario) (1968) (Caesar Smith).
- Cromwell (1970) (El conde de Mánchester).
- Theatre of Blood (1973) (Meredith Merridew).
- Great Expectations (Grandes esperanzas) (1974) (Tío Pumblechook).
- Who Is Killing the Great Chefs of Europe? (¿Quién mata a los grandes chefs?) (1978) (Max).
- The Human Factor (El factor humano) (1980) (Dr. Percival).
- The Great Muppet Caper (1981) (Hombre sentado).
- The Old Men at the Zoo (1982) (Miniserie de la BBC) (Lord Godmanchester).
- Alice in Wonderland (1985) (Miniserie de la CBS) (Rey de corazones).
- Little Dorrit (1988) (Lord Decimus Barnacle).
- The Journey (1958)

## Premios y distinciones
Premios Óscar
| Año  | Categoría              | Película        | Resultado |
| ---- | ---------------------- | --------------- | --------- |
| 1939 | Mejor Actor de Reparto | María Antonieta | Nominado  |